# Zuelania
Zuelania guidonia là một loài cây bụi hoặc cây gỗ bản địa của Tây Ấn, Trung Mỹ và bắc Nam Mỹ và là loài duy nhất của chi Zuelania. Loài này từng được xếp vào Họ Mùng quân, nhưng phân tích phát sinh loài dựa trên dữ liệu ADN chỉ ra rằng loài này, cùng với họ hàng gần của nó trong các chi Casearia, Samyda, Hecatostemon, và Laetia, nên được xếp vào một họ rộng hơn là Họ Liễu.